# Sumitro Djojohadikusumo

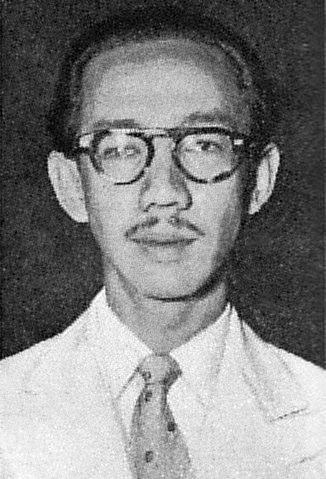
Djojohadikusumo in 1954

Sumitro Djojohadikusumo (Spelling Van Ophuijsen: Soemitro Djojohadikoesoemo, Gombong, Kebumen, 29 mei 1917 – Jakarta, 9 maart 2001) was een Indonesisch staatsman, en een van de meest invloedrijke economen van het land. Hij bekleedde tussen 1950 en 1978 met tussenpozen ministeriële posities onder de presidenten Soekarno en Soeharto. Tijdens zijn regeringscarrière was Sumitro minister van Industrie en Handel, minister van Financiën en minister van Onderzoek in vijf verschillende kabinetten. Hij was ook decaan van de Faculteit der Economische Wetenschappen van de Universiteit van Indonesië.

## Biografie
Djojohadikusumo werd geboren in Kebumen als zoon van de Javaanse edelman Margono Djojohadikusumo, in 1946 stichter van de Bank Negara Indonesia, de toenmalige Indonesische centrale bank. Hij studeerde economie aan de Hogeschool School voor Economie in Rotterdam, en bleef daar gedurende de Tweede Wereldoorlog. Hij was de eerste Indonesische student die er promoveerde.
Tijdens de Tweede Wereldoorlog was hij actief in het Nederlands verzet door samen met de Indonesische Studentenvereniging anti-nazipamfletten te verspreiden. Ook zette hij zich als socialist in om in Nederland uit Nederlands-Indië afkomstige in de Rotterdamse haven gestrande inheemse zeelieden van dekens, voedsel en kleding te voorzien.
Toen hij na de oorlog terugkeerde naar Nederlands-Indië, werd hij in de Verenigde Staten aangesteld bij de diplomatieke missie van de nieuw uitgeroepen republiek Indonesië, waar hij probeerde fondsen te werven en de aandacht van het buitenland te trekken voor de strijd tegen de Nederlandse kolonisator. Na de soevereiniteitsoverdracht als gevolg van de Nederlands-Indonesische rondetafelconferentie van 1949, waaraan hij deelnam, werd hij lid van de Socialistische Partij van Indonesië en daarop minister van Handel en Industrie in het kabinet-Natsir. Hij voerde het protectionistische Benteng-programma uit, dat bestond uit maatregelen om autochtone ondernemers te voorzien van invoervergunningen om de ontwikkeling van een inheemse zakenklasse te versnellen, en ontwierp daarnaast een economisch plan dat gericht was op nationale industrialisering. Sumitro diende verder als minister van Financiën in de kabinetten van de premiers Wilopo en Burhanuddin Harahap tijdens het Soekarno-tijdperk. In de jaren vijftig was Sumitro voorstander van buitenlandse investeringen, een destijds impopulair standpunt, dat hem in conflict bracht met nationalisten en communisten.
Vanwege politieke meningsverschillen rond de invoering van de 'Geleide Democratie' in Indonesië, en beschuldigingen van corruptie vluchtte Sumitro eind jaren vijftig uit Jakarta en sloot zich aan bij de opstandige revolutionaire overheid van de Republiek Indonesië (PRRI / Pemerintah Revolusioner Republik Indonesia en Permesta). Hij werd beschouwd als een van de leiders van deze beweging, en opereerde vanuit het buitenland, terwijl hij contacten onderhield met buitenlandse, met name westerse, inlichtingendiensten. Tegelijkertijd was Sumitro op zoek naar fondsen en internationale steun. Na de nederlaag van de beweging bleef Sumitro in ballingschap en toonde zich een uitgesproken criticus van Soekarno. Na de coup tegen Soekarno en de oprichting van de Nieuwe Orde onder Soeharto, werd Sumitro uitgenodigd om uit ballingschap terug te keren, en in 1967 werd hij opnieuw benoemd tot minister van Handel. In deze positie voerde Sumitro een beleid dat de industrialisering bevorderde door de import van kapitaalgoederen en beperking op de uitvoer van grondstoffen. Hij was nauw betrokken bij de planning op hoog niveau van de Indonesische economie, samen met veel van zijn oud-studenten van de Universiteit van Indonesië ( de zogenaamde 'Berkeley Mafia')
Na meningsverschillen met Soeharto over het beleid in het begin van de jaren zeventig, werd Sumitro ontslagen als minister van Handel en opnieuw aangesteld als minister van Onderzoek, voordat hij volledig uit alle regeringsposten werd verwijderd. Gedurende de Nieuwe Orde maakte Sumitro gebruik van zijn buitenlandse en politieke connecties om aanzienlijke zakelijke belangen en politieke posten voor zijn naaste familie te regelen. Toen zijn zoon Prabowo Subianto Djojohadikusumo in de jaren tachtig carriere maakte in het Indonesische leger en vervolgens trouwde met de dochter van Soeharto, bleef Sumitro als invloedrijk econoom doorwerken. In de aanloop naar de financiële crisis in Azië van 1997 riep hij op tot een grotere deregulering van de economie, maar hij bleef trouw aan de politieke structuur van Soehartos Nieuwe Orde. Na zijn dood bleven zijn kinderen en kleinkinderen markant aanwezig in het Indonesische zakenleven en de politiek: Zo werd Sumitros zoon Prabowo Subianto Djojohadikusumo op 14 februari 2024 gekozen tot president van Indonesië.
- Gemeinsame Normdatei: 129059366
- International Standard Name Identifier: 0000 0000 8200 024X
- Library of Congress Control Number: n50028836
- Nederlandse Thesaurus van Auteursnamen: 06880377X
- SNAC: w63w5stw
- Système universitaire de documentation: 081567731
- Trove: 808611
- Virtual International Authority File: 13554501
- WorldCat: E39PBJjdcvwkhFTBXvcK9pWbh3